# Балиг
Ба́лиг, булюг (от араб. بالغ‎) в исламском праве — совершеннолетие. По мнению исламских богословов, нижним пределом наступления совершеннолетия у девочек (балига) является возраст 9 лунных лет, а у мальчиков (балиг) — 12 лунных лет.
Учёные различных мазхабов разошлись в частных мнениях, когда наступает возраст зрелости (булуг), в котором исполнение предписаний шариата начинает вменяться в обязанность.
По мнению Абу Ханифы, верхний предел для девушек составляет возраст 17 лет, а у юношей — 18 лет, при условии, что до этого момента не было других признаков совершеннолетия. По мнению ряда других учёных ханафитского мазхаба, а также учёных маликитского, шафиитского и ханбалитского мазхабов, средний возраст наступления совершеннолетия у юношей и девушек — 15 лет.
В джафаритском фикхе этот возраст составляет 15 лунных лет для юношей и 9 лунных лет для девочек. Шиитские факихи считают появление поллюций (семяизвержения) и менструаций базовым критерием достижения зрелости.

## Признаки совершеннолетия
Ко внешним признакам совершеннолетия относятся выделение семени у мальчика и начало менструаций (хайд) девочки. Кроме того, девочка считается совершеннолетней, если у неё выделилось женское семя (мани, مني‎) и наступила беременность. Когда организм подростка начинает претерпевать такие свойственные пубертатному периоды изменения, он может быть признан религиозно обязанным с точки зрения шариата.
Учёные ханбалитского мазхаба, а также некоторые учёные шафиитского и маликитского мазхабов посчитали, что появление лобковых волос, удаление которых нуждается в применении лезвия, является признаком наступления совершеннолетия. Маликитские учёные к этому добавили также и появление волос подмышками.

## Последствия достижения совершеннолетия
С наступлением совершеннолетия каждому мусульманину вменяется в обязанность соблюдать вероучительные и правовые основы религии, а также становится возможным их совместное проживание в браке. Достигший совершеннолетия становится полностью ответственным за свои поступки.
Слово балиг встречается в 58-м аяте суры Ан-Нур:

О вы, которые уверовали, вам следует приказать своим рабам и слугам, не достигшим зрелости (лям яблюгу), не входить к вам без разрешения в трёх определённых случаях: до утренней молитвы на заре (фаджр), когда вы снимаете свою одежду в полуденный час и после вечерней молитвы (иша), когда вы готовитесь ко сну. В этих трёх случаях порядок одевания изменяется: снимают одежду, в которой спали, и надевают повседневную одежду, и наоборот. В это время обнажается тело человека, и могут открыться те места, на которые нельзя смотреть. Нет греха в том, что они к вам будут входить без разрешения в другое время дня, кроме трёх вышеупомянутых случаев, ибо обычно вы ходите друг к другу, чтобы выполнять свои дела и разрешать свои задачи…—  24:58 (Аль-Азхар)